# Albert Collins

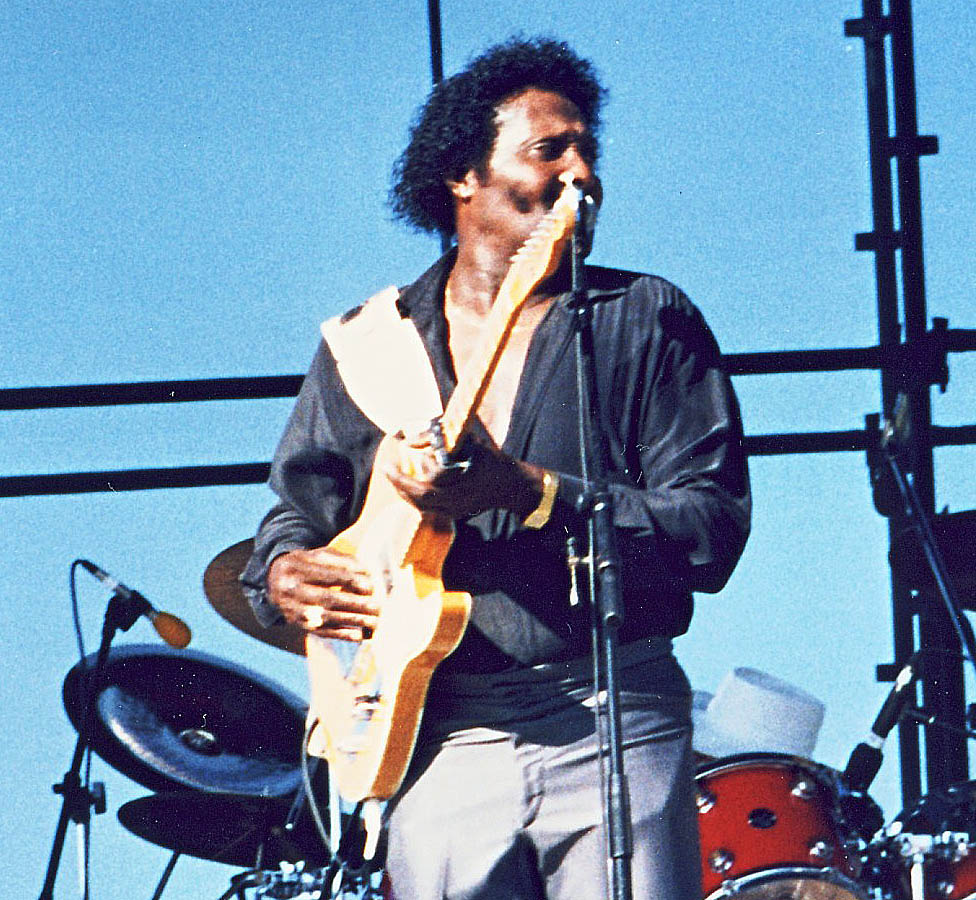
Albert Collins auf dem Long Beach Blues Festival 1990

Albert Collins (* 1. Oktober 1932 in Leona, Texas; † 24. November 1993 in Las Vegas) war ein US-amerikanischer Blues-Gitarrist und Sänger. Seine Fans gaben ihm etliche Spitznamen, wie zum Beispiel Ice Man oder Master of the Telecaster.

## Leben und Werk
Collins war ein entfernter Verwandter von Lightnin’ Hopkins. Er lernte bereits früh Gitarre spielen. Während der 1940er- und 1950er-Jahre hörte er die Stile des Texas Blues, des Delta Blues und des Chicago Blues, woraus er seinen eigenen Stil entwickelte. Im Jahr 1952 gründete Collins seine erste Band und war bald die Zugnummer etlicher Blues-Clubs in Houston, Texas. 1958 machte er seine ersten Aufnahmen. Er veröffentlichte einige Singles, hauptsächlich Instrumentaltitel wie zum Beispiel Frosty. 1965 zog er nach Kansas City, wo er rasch bekannt wurde.
Um weitere Aufnahmen machen zu können, ging Collins 1967 nach San Francisco. Er trat mit Bands wie Canned Heat auf, und 1968 erschien sein erstes Album. Er gab vielbeachtete Konzerte im Fillmore und im Winterland. 1973 zog es Collins zurück nach Texas. Er unternahm erfolgreiche Tourneen in den USA, in Kanada, Europa und Japan. So bekannte Blues-Musiker wie Robert Cray, Debbie Davies, Stevie Ray Vaughan, Jonny Lang, Susan Tedeschi und Kenny Wayne Shepherd wurden von ihm beeinflusst.
Collins spielte in der für Bluesmusiker unüblichen offenen Gitarrenstimmung f-moll (f-c-f-as-c-f). Zusätzlich dazu brachte er in Höhe des 7. Bundes seiner E-Gitarre einen Kapodaster an, so dass Collins auch beim Rhythmusspiel in relativ hohen Lagen, ausgehend von der Grundtonart C spielte. Er war weder Plektrum- noch Daumenpick-Benutzer, sondern zupfte mit Daumen und Zeigefinger der rechten Hand. Den Gitarrengurt trug Collins meist nicht wie üblich über Schulter und Rücken laufend, sondern schlüpfte nur mit dem rechten Arm durch den Gurt und trug die Gitarre am Gurt nur mit der Schulter. Außerdem benutzte er sehr lange Gitarrenkabel, die es ihm ermöglichten, sich E-Gitarre spielend unter das Publikum zu mischen oder bei kleinen Clubs die Lokalität zu verlassen, um von der Straße aus über seinen Gitarrenverstärker zu spielen.
Collins wirkte 1987 an dem Konzeptalbum Spillane des New Yorker Avantgardemusikers John Zorn mit; dessen Komposition Two Lane Highway war ein Feature für den Bluesgitarristen. Gary Moore spielte 1990 mit Albert Collins und Albert King als Gastmusiker das Album Still got the Blues ein, wobei „Ice Man“ Collins die anschließende Tour als Gastmusiker begleitete.
Albert Collins starb 1993 in Las Vegas an den Folgen von Leberkrebs.
Der Rolling Stone listete Collins 2011 auf Rang 56 der 100 größten Gitarristen aller Zeiten.

## Diskografie

### Soloalben
- The Cool Sounds of Albert Collins (1964)
- Love Can Be Found Anywhere (even in a guitar) (1968)
- Trash Talkin’ (1968)
- Truckin’ With Albert Collins (1969)
- Alive & Cool (1969)
- The Compleat Albert Collins (1970)
- There’s Gotta Be a Change (1972)
- Molten Ice, The Hot ‘Cool’ Sound of Albert Collins (1973)
- Ice Pickin’ (1978, ausgezeichnet mit dem Prix Big Bill Broonzy)
- Frostbite (1980)
- Frozen Alive (1981)
- Don’t Lose Your Cool (1983)
- Live In Japan (1984)
- Cold Snap (1986)
- Albert Collins and Barrelhouse live (1986)
- Sudden Frost (1986)
- Iceman (1991)
- Collins Mix: The Best (1993)
- Live ‘92/‘93 (1995)
- The Complete Imperial Recordings (1991, contains albums: Love Can Be Found Anywhere, Trash Talkin’, The Compleat Albert Collins)
- Live At Montreux 1992 (2008)
- In Concert (1997, contains 5 songs from Molten Ice, other were recorded at the Fillmore Auditorium, California)
- Jammin’ with Albert, feat. Champion Jack Dupree/Rory Gallagher (Release date unknown, contains material from Montreux July ‘79 / Nyon July ‘83)
- Live At Rockpalast – Dortmund 1980 (2016, 2-CD/DVD-Set)
- At Onkel Pö's Carnegie Hall – Hamburg 1980 (2017, 2-CD-Set)

### Mit anderen Musikern
- Richie Havens, Taj Mahal, Albert Collins, Queen Ida, Elizabeth Cotten: At The New Morning Blues Festival (1979, Doppel-LP)
- Albert Collins, Robert Cray, Johnny Copeland: Showdown! (1985; remasterte und um einen Bonustrack erweiterte Reissue 2011)
- Albert Collins, Etta James, Joe Walsh: Jump The Blues Away (1988)
- Robert Cray with Albert Collins: In Concert (1999, Konzertmitschnitt von 1977)

### Gastauftritte
| Interpret                        | Albumtitel            | Plattenlabel            | Jahr der Veröffentlichung | Anmerkungen               |
| -------------------------------- | --------------------- | ----------------------- | ------------------------- | ------------------------- |
| Tenth Anniversary Anthology      | Vol. 1                | Antones’s               | 1986                      | ANT0004CD                 |
| Gary Moore                       | Still Got The Blues   | Virgin                  | 1990                      | CDV 2612                  |
| Gary Moore & Midnight Blues Band | Livin Blues           | Magic Mushrooms Records | 1990                      | MMR-CD 9101               |
| Uptown Horns                     | Revue                 | VICEROY music Semaphore | 1990                      | 26638-222 CD              |
| John Lee Hooker                  | Mr. Lucky             | Silvertone              | 1991                      | ZD75087                   |
| Antones’s Anniversary Anthology  | Vol. 2                | Antone’s                | 1991                      | ANTCD0016                 |
| John Lee Hooker                  | Boom Boom             | Pointblank              | 1992                      | VPBCD 12                  |
| Gary Moore                       | After Hours           | Virgin                  | 1992                      | CDV 2684                  |
| Ron Levy’s Wild Kingdom          | B-3 Blues And Grooves | Rounder                 | 1993                      | BULLSEYE BLUES CD BB 9532 |
| Debbie Davies                    | Picture This          | Blind Pig Records       | 1993                      | BPcd 5004                 |
| B. B. King                       | Blues Summit          | MCA Records             | 1993                      | MCD 10710                 |
| John Mayall                      | wake up call          | Silvertone              | 1993                      | ORE CD 527                |
| Buckshot LeFonque                | Buckshot LeFonque     |                         | 1994                      |                           |
| A. C. Reed                       | Junk Food             | Ice Cube Records        | 1997                      | IC3970                    |